# Amalie Curtius
Charlotte Amalie Ehregott Curtius, geborene Kretzschmar (* 14. Dezember 1780 in Dresden; † 28. Dezember 1835 ebenda), war eine deutsche Schriftstellerin. Sie schrieb unter dem Pseudonym Amalie Clarus.

## Leben
Amalie Curtius wurde als einzige Tochter des angesehenen Kaufmanns Kretzschmar in Dresden geboren. Sie hatte mehrere Brüder, an deren Unterricht sie teilnahm. Schon in jungen Jahren verfasste sie kleinere Aufsätze und führte über mehrere Jahre ein Tagebuch.
Im Jahr 1801 heiratete sie den Appellationsrat Carl Friedrich Curtius (1764–1829), dessen Bibliothek sie zur Erweiterung ihres Wissens nutzte. Während einer langwierigen Krankheit begann sie, schriftstellerisch tätig zu werden. Sie veröffentlichte ihre Werke anonym oder unter dem Pseudonym „Amalie Clarus“.

## Werke
- Anzoletta die schöne Unbeknnte. Aus dem Englischen. Beyer & Marius, Erfurt 1804. (Digitalisat)
- Antonie oder verkannte und belohnte Treue. Briefroman in 2 Bänden. Akademische Buchhandlung, Kiel 1809.
- Fritz und Lottchen. Ein Familien-Gemälde. Goedsche, Meißen 1808.
- Franziska oder Die Verkettung des Schicksals. Joachim, Leipzig 1814.
- Die Flucht aus dem Vaterhause. Leipzig, Joachim 1815.
- Kleeblätter. Erzählungen. 3 Bände, zusammen mit W. Willmar und Amalie Hübner. Starke, Cemnitz 1816–1818.
- Die Ideale oder Die reifenden Freunde. (in Hundts Erzähler 1819)